# 上海エクスプローラー
上海エクスプローラー（株式会社上海エクスプローラー）は中国関連の情報提供を主要業務とする会社で本社は東京。上海に駐在員事務所と現地法人、広州に上海現地法人の駐在員事務所を持つ。代表取締役は2011年3月まで大薗治夫。

## 沿革
- 97年春 在上海日本総領事館が三和総合研究所上海事務所（現UFJ綜研（上海）有限公司）に対し、インターネットを通じて日本人向けに安全関連情報等を発信する方法の検討を依頼。
- 97年夏 検討の結果、上海の日系企業グループも参画し日本向けに上海を紹介するサイトを構築し、そこへ総領事館の安全情報を掲載することを決定。在上海日本総領事館・上海の日系企業グループからも賛同を得る。
- 98年2月 有限会社上海エクスプローラー社設立。ポータルサイト「上海エクスプローラー」リリース
- 99年初より 上海以外の在中国日本公館からの日本人向け情報を発信するサイト作成開始（99年中に、在中国大使館、広州総領事館について開設）
- 00年8月 北京情報サイト「日中ドットコム北京」開設
- 00年8月 深圳情報を日本向けに発信するポータルサイト「深圳エクスプローラー」開設
- 01年5月 「エクスプロア広州」「エクスプロア天津」開設
- 02年1月 各都市サイトを統合する名称「日中ドットコム」を「エクスプロア」に変更。
- 02年4月 書籍「エクスプロア生活ガイド上海」刊行
- 02年5月 書籍「エクスプロア生活ガイド深圳」刊行
- 03年4月 中国携帯電話向けメール送信システム「SHEX-LAILAIメール」リリース
- 03年10月 「エクスプロア・サーチ求人・求職」リリース
- 04年3月 書籍「エクスプロア上海・蘇州便利帳」刊行
- 04年9月 書籍「エクスプロア北京・天津便利帳」刊行
- 05年4月 有限会社から株式会社へ組織変更
- 05年7月 第三種旅行業者として登録、旅行会社としての営業を開始
- 05年11月 書籍「エクスプロア香港・深圳・広州・東莞便利帳」刊行
- 05年11月 書籍「上海グルメ」刊行
- 06年9月 中国市場向け通信販売サイト「日趣網」買収
- 06年11月 中国語サイト「易播楽日趣」リリース
- 07年1月 中国市場向け通信販売サイト「エクスプロアJ*FUNショッピング」リリース